# Teguise

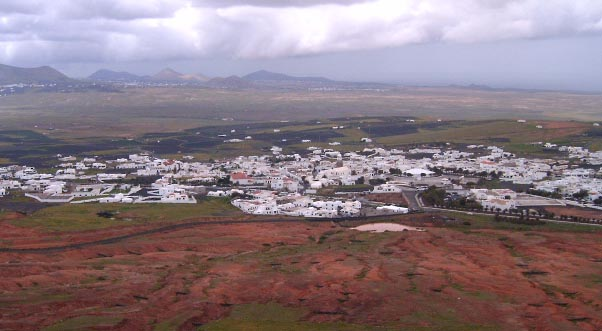
Pohled z vulkánu Guanapay

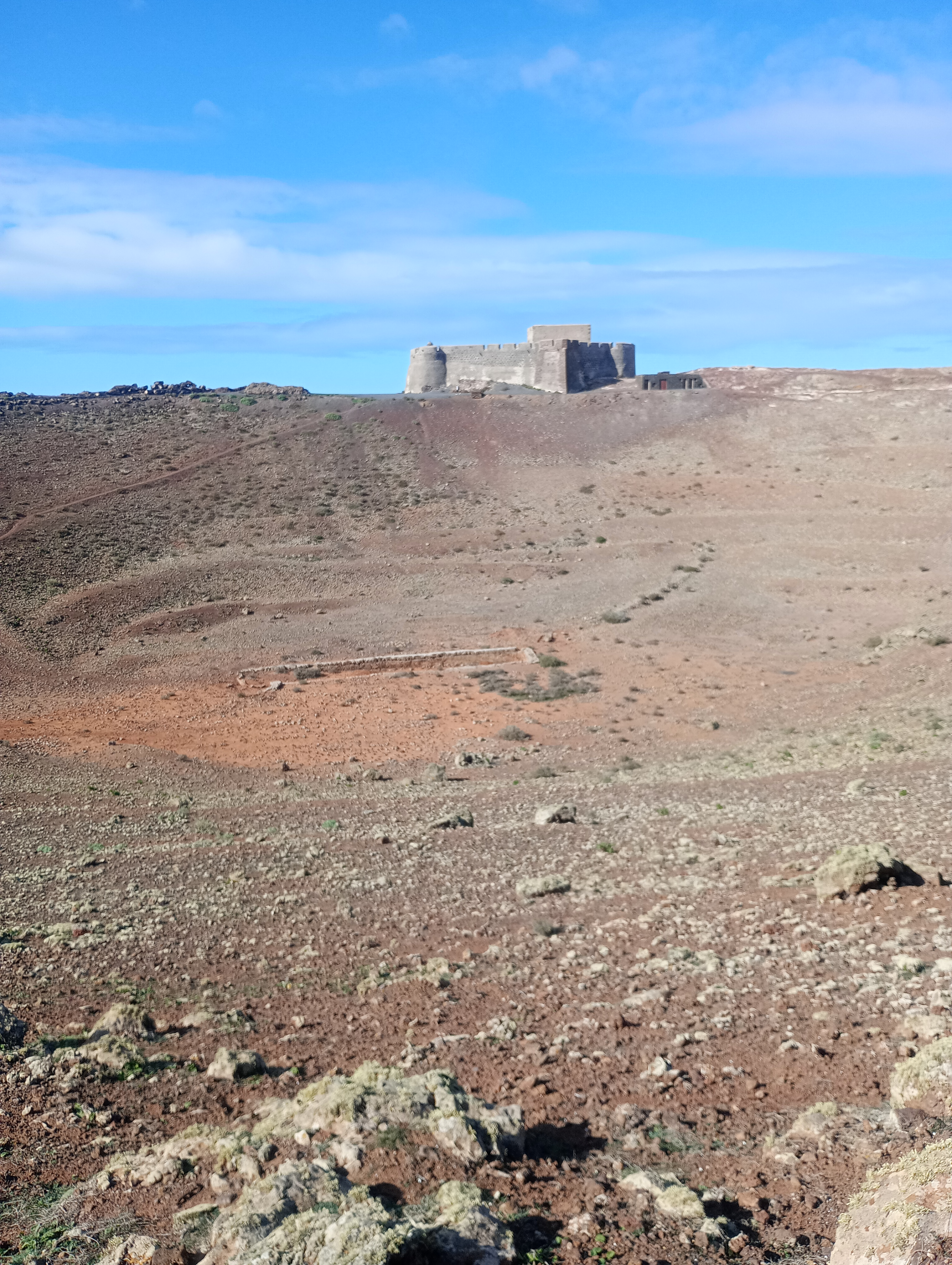
Pohled na Castillo de Santa Bárbara

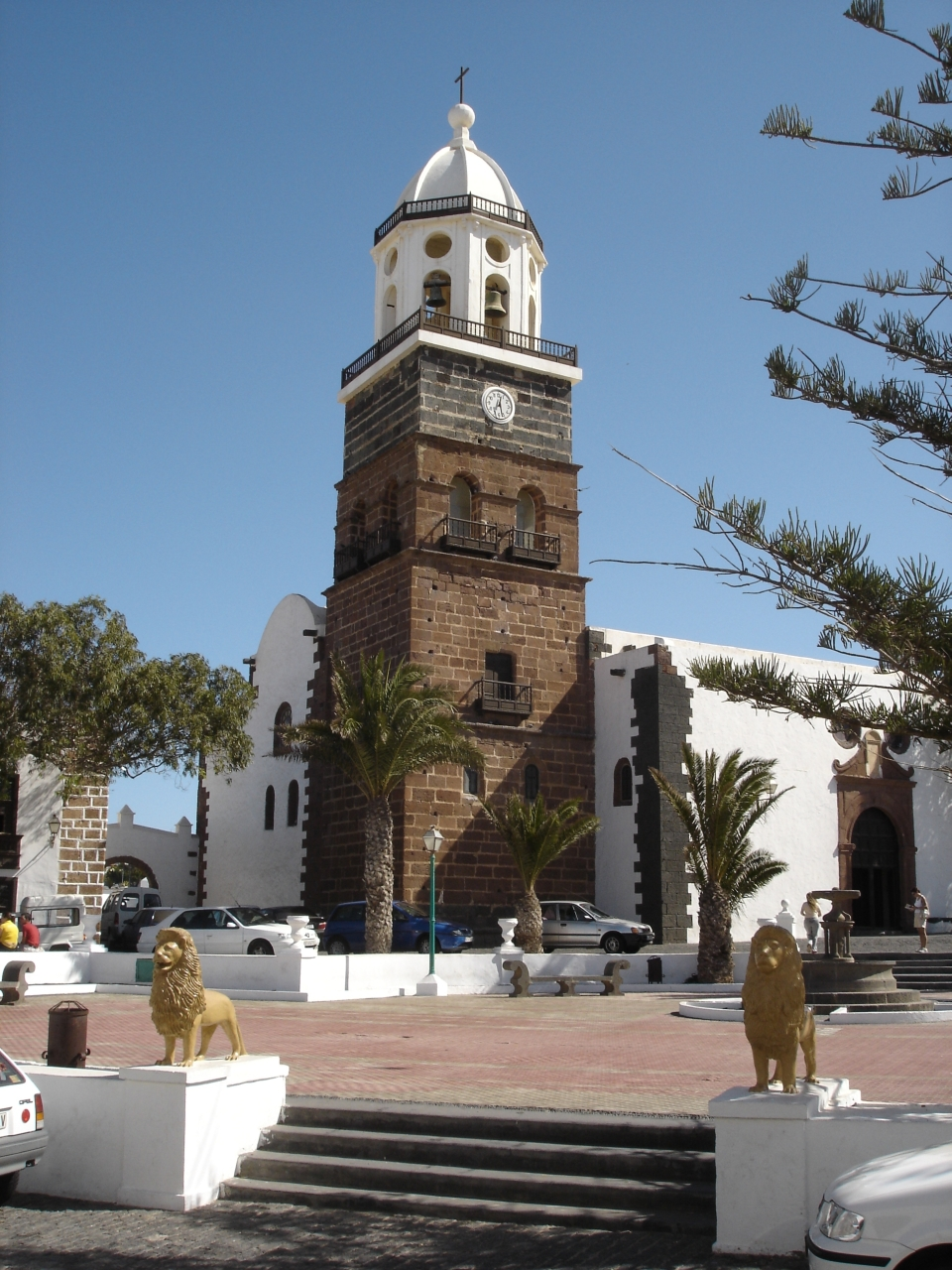
Kostel Iglesia de Nuestra Señora de Guadalupe

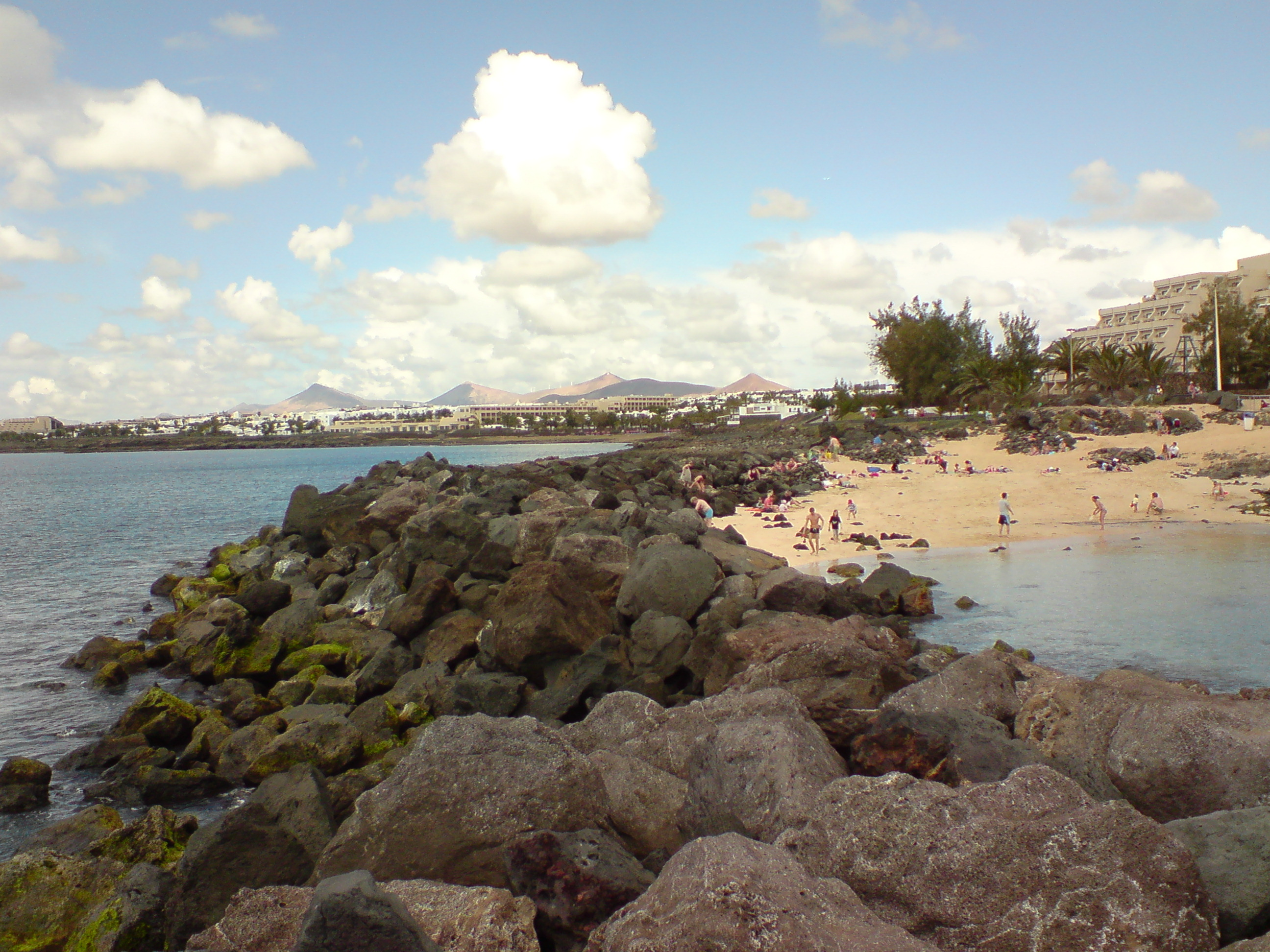
Letovisko Costa Teguise

Teguise je městečko ve vnitrozemí ostrova Lanzarote, na jednom z Kanárských ostrovů ve Španělsku. Krom toho je to také obec, pod kterou patří značná část ostrova Lanzarote a také několik dalších menších ostrovů, například La Graciosa nebo Alegranza. V samotném Teguise žije jen okolo 1700 obyvatel, na území celé obce pak žije okolo 23 tisíc obyvatel.

## Historie
Před španělskou kolonizací byla lokalita v okolí Teguise jednou z hlavních osad původních obyvatel Lanzarote, Majů. I samotný název Teguise je majského původu. Na začátku 15. století byl ostrov Lanzarote dobyt pro Španělsko a Jean de Béthencourt v tomto období založil město Teguise. Bylo to teprve třetí město, které Evropané na Kanárských ostrovech založili (starší bylo jen San Marcial del Rubicón na jihu Lanzarote a Betancuria na Fuerteventuře). Původní název města byl Villa de San Miguel Arcángel de Teguise.
Teguise se stalo hlavním městem celého ostrova, protože jeho poloha ve vnitrozemí ho relativně chránila před útoky pirátů, ke kterým docházelo poměrně často. Na ochranu před pirátskými nájezdy byla na vulkánu u města postavena pevnost Castillo de Santa Bárbara. Dnešní podoba města pochází z 16. století. Hlavním městem ostrova bylo Teguise až do roku 1847, kdy se všechny instituce přesunuly do většího přístavního města Arrecife.
V 19. století byla v Teguise a okolí velmi významná produkce košenily. Dnes je nejdůležitější složkou ekonomiky turistický ruch (na území obce se nachází mj. významný turistický rezort Costa Teguise).

## Části obce
K obci Teguise patří celá řada vesnic a městeček, konkrétně Costa Teguise, Tahíche, Villa de Teguise, Caleta de Famara, Nazaret, Guatiza, Caleta del Sebo, Soo, Tao, Los Valles, Mozaga, Muñique, Tiagua, Los Cocoteros, Teseguite, Caleta de Caballo, Las Caletas, El Mojón, Las Cabreras, Tomaren, Los Ancones, Las Laderas, Charco del Palo a Pedro Barba.

## Vývoj počtu obyvatel
Počet obyvatel Teguise v průběhu let:
| Rok  | Počet obyvatel |
| ---- | -------------- |
| 2021 | 22 976         |
| 2011 | 20 294         |
| 2001 | 12 392         |
| 1991 | 8189           |
| 1981 | 6096           |
| 1970 | 5977           |
| 1960 | 7186           |
| 1950 | 6254           |
| 1940 | 6048           |
| 1930 | 5722           |
| 1920 | 4618           |
| 1910 | 4436           |
| 1900 | 3919           |
| 1897 | 3915           |
| 1887 | 3484           |
| 1877 | 3766           |
| 1860 | 3537           |
| 1857 | 3487           |
| 1842 | 3736           |

## Pamětihodnosti
- Castillo de Santa Bárbara, pevnost z 16. století na vulkánu nad Teguise[6]
- Kostel Iglesia Matriz de Nuestra Señora de Guadalupe, hlavní chrám v Teguise z 16. století.
- Palác Spínola z 18. století
- Kláštery Santo Francisco a Santo Domingo
- Kaktusová zahrada (Jardín de Cactus), dílo Césara Manriqueho, nachází se ve vesnici Guatiza patřící k obci Teguise.

## Partnerská města
- Niebla, Španělsko[7]